# High on Life (игра)
High on Life — комедийный шутер от первого лица с элементами приключенческого боевика и метроидвании, действие которого происходит в научно-фантастическом мире с говорящим оружием. Создателем проекта выступил Джастин Ройланд, разработчиком и издателем — студия Squanch Games. Релиз игры состоялся 12 декабря 2022 года на Xbox One, Xbox Series X/S и Windows.

## Сюжет
На Землю вторгся зловещий инопланетный картель G3, который стремится использовать местное население в качестве курительного наркотика. Играя роль охотника за головами и вооружившись «гатлианцами», живыми существами способными превращаться в оружие, игрок должен отправиться в путешествие по галактике и нейтрализовать членов верхушки G3, чтобы спасти человечество.

## Геймплей
High on Life представляет собой шутер от первого лица с элементами приключенческого боевика и метроидвании. Игрок должен исследовать игровой мир, сражаться с врагами и боссами.
Для стрельбы по врагам игрок может использовать четыре «живых» инопланетных орудия, называемых «гатлианцами», каждое из которых оснащено основным, альтернативным и специальным режимами стрельбы. В небоевых миссиях также могут использоваться специальные виды оружия, для решения головоломок или доступа к определённым областям.
По мере прохождения сюжетной кампании игрок получает новые способности и может улучшать уже существующие, покупая для них апгрейды в магазинах или находя их в сундуках. Как и в других проектах жанра метроидвании, игрок будет получать доступ к ранее недоступным областям за счёт получения новой экипировки.
Помимо сражений игра содержит элементы платформера, а также головоломки (решение некоторых из них происходит за счёт использованием способностей гатлианцев). В определённых областях игрок может взаимодействовать с неигровыми персонажами.

## Разработка
Разработка High on Life началась в 2019 году, вскоре после выпуска предыдущей игры студии — Trover Saves the Universe. Первоначальная концепция, придуманная Джастином Ройландом, заключалась в создании шутера от первого лица с говорящим оружием, которое могло бы общаться с игроком и реагировать на его действия.
Анонс проекта состоялся 12 июня 2022 года во время Xbox & Bethesda Games Showcase 2022, его релиз был назначен на октябрь. 18 августа 2022 года было объявлено о переносе релиза на два месяца, чтобы улучшить и доработать игру.
Говорят, что Джастин Ройланд принимал активное участие в создании High on Life. Он был отмечен в титрах за создание концепции игры, её дизайна, а также участие в разработке. Главный дизайнер проекта, Эрих Майр, описал стиль High on Life как скрещивание «„Бегущего по лезвию“ с шоу „Маппетов“».

## Оценки критиков
| Сводный рейтинг       | Сводный рейтинг          |
| Агрегатор             | Оценка                   |
| --------------------- | ------------------------ |
| Metacritic            | 67/100 (PC) 63/100 (XSX) |
| Иноязычные издания    |                          |
| Издание               | Оценка                   |
| Destructoid           | 5,5/10                   |
| EGM                   | [ 19 ]                   |
| Eurogamer             | Избегать                 |
| Game Informer         | 5,75/10                  |
| GameSpot              | 7/10                     |
| GamesRadar+           | [ 23 ]                   |
| IGN                   | 8/10                     |
| PC Gamer (US)         | 40/100                   |
| Shacknews             | 7/10                     |
| The Guardian          | [ 27 ]                   |
| Русскоязычные издания |                          |
| Издание               | Оценка                   |
| StopGame.ru           | «Похвально»              |

High on Life была выпущена 12 декабря 2022 года. Рейтинг игры на сайте-агрегаторе Metacritic составляет 67 балла. Мнения критиков разделились, в частности, один из ключевых элементов игры, грубый и абсурдистский юмор, был многими не понят и значился, как один из её минусов. Обозреватель IGN назвал High on Life «хулиганистым, абсурдным шутером, который блистает за счёт своего возмутительным юмора, глуповатого сеттинга и сюжета», в свою очередь рецензент из Eurogamer посетовал, что сценарий «слишком часто скатывается в рамки крайнего цинизма и наполнен скучным, быстро надоедающими шутками в духе South Park». В статье от The Guardian отмечалось что понравится вам High on Life ли нет будет зависеть от того, «как вы относитесь к прослушиванию импровизированной версии сериала „Рик и Морти“ длиной в полноформатную игру». Рецензенты отмечали большое количество багов, в том числе мешающих прохождению игры, а также частую просадку производительности.
Несмотря на неоднозначные отзывы, High on Life стала самой популярной игрой в сервисе Game Pass в первую неделю после релиза и заняла 4-е место среди игр для Xbox. Вице-президент Xbox по маркетингу Аарон Гринберг назвал её «прорывным хитом». Она также стала самой продаваемой игрой на платформе Steam в первую неделю релиза.

## Продолжение
В 2025 году, на мероприятии Xbox Games Showcase, компания Squanch Games, Inc. объявила о создании игры High on Life 2, выход которой намечен на зиму 2025 года. Игра выйдет на платформах ПК, PlayStaion 5 и Xbox Series.